# Chiodatura
La chiodatura è un procedimento tecnologico utilizzato per realizzare dei collegamenti permanenti tra componenti di una struttura, tramite l'applicazione di chiodi o rivetti.

## Classificazione
Le chiodature si possono distinguere in diversi tipologie:
- in base all'applicazione
  - a caldo: il chiodo viene riscaldato fino a 900 °C, poi inserito nel foro e ribadito. Raffreddandosi si accorcia e va ad essere sollecitato a trazione; i lembi uniti rimangono tali per l'attrito che si forma tra le superfici adiacenti. L'unione a caldo è adatta a pareti di spessore fortemente sollecitate.
  - a freddo: il chiodo è messo nell'alloggiamento e ribadito, così la trazione è modesta, quindi pure l'attrito che si genera tra le superfici adiacenti. In questo modo l'unione è assicurata dalla resistenza a taglio dei gambi dei chiodi, e non per l'attrito. Questo secondo metodo è più usato per le lamiere, ed i chiodi sono detti ribattini
- in base all'unione dei lembi chiodatura a sovrapposizione

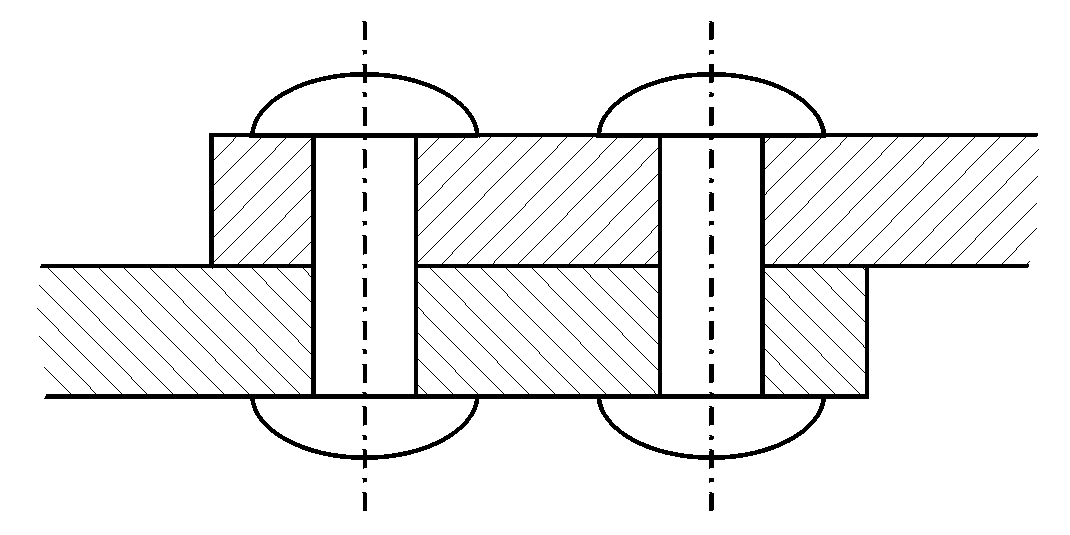
chiodatura a sovrapposizione

  - a sovrapposizione semplice: i due lembi si ricoprono.
  - a coprigiunto semplice: i due lembi sono testa a testa e ricoperti su di una superficie da un tratto di lamiera.
  - a coprigiunto doppio: i due lembi sono testa a testa e ricoperti su entrambe le superfici da tratti di lamiera.

## Tecnologia
Per eseguire un collegamento tramite chiodatura innanzitutto è necessario preparare i lembi della struttura da unire, realizzando i fori di alloggiamento dei chiodi. In seguito si inseriscono i chiodi nei fori e si ribadiscono creando la doppia testa, tramite martello o apposita chiodatrice.
Il dimensionamento della giunzione, ovvero numero dimensione e disposizione dei chiodi è regolamentato dai vari enti pubblici.
Questo tipo di collegamento sta cadendo in disuso a favore di saldature o incollaggi, tuttavia può ancora trovare largo uso in applicazioni aeronautiche, caldaie, condotte forzate, costruzioni navali, e carpenteria generica.

## Materiali
Il materiale dei chiodi, ribattini o rivetti che siano è dettato dal campo d'impiego del collegamento:
in genere il chiodo è costituito dallo stesso materiale dei lembi da collegare, per non creare fenomeni corrosivi di tipo galvanico, quindi in acciaio da carpenteria (Fe 360, Fe 430) per la maggior parte delle applicazioni, leghe di alluminio o titanio per le applicazioni aeronautiche, ove i lembi da unire sono tipicamente in lega d'alluminio, ottone per i contenitori alimentari, eccetera.